# George Onyango
George Onyango – kenijski piłkarz grający na pozycji pomocnika. W swojej karierze rozegrał 17 meczów i strzelił 1 gola w reprezentacji Kenii.

## Kariera klubowa
W swojej karierze piłkarskiej Onyango grał w klubie Gor Mahia. Wraz z AFC Leopards wywalczył między innymi cztery mistrzostwa Kenii w sezonach 1984, 1985, 1987 i 1990 oraz zdobył trzy Puchary Kenii w sezonach 1986, 1987 i 1988.

## Kariera reprezentacyjna
W reprezentacji Kenii Onyango zadebiutował 1 sierpnia 1987 w wygranym 1:0 meczu Igrzysk Afrykańskich 1987 z Tunezją, rozegranym w Kasarani. Z Kenią zajął 2. miejsce w tym turnieju. W 1988 roku powołano go do kadry na Puchar Narodów Afryki 1988, na którym zagrał dwóch meczach grupowych: z Nigerią (0:3) i z Egiptem (0:3).
W 1990 roku Onyango został powołany do kadry na Puchar Narodów Afryki 1990. Na tym turnieju rozegrał trzy mecze grupowe: z Senegalem (0:0), z Zambią (0:1) i z Kamerunem (0:2). Od 1987 do 1990 wystąpił w kadrze narodowej 17 razy i strzelił 1 gola.